# هام إن أرتويس
هام إن أرتويس (بالفرنسية: Ham-en-Artois)‏ هي بلدية تقع في إقليم باد كاليه من منطقة نور با دو كاليه في شمال فرنسا. تبلغ مساحة هذه المدينة 3.2 (كم²)، وترتفع عن سطح البحر 23 م، يبلغ عدد سكانها 989 نسمة حسب إحصاء المعهد الوطني للإحصاء والدراسات الاقتصادية سنة 2009 م. وترأس Pierre Selin البلدية خلال فترة (2008-2014).